# ポムネゴル駅
ポムネゴル駅（ポムネゴルえき）は、大韓民国釜山広域市釜山鎮区にある釜山交通公社1号線の駅である。駅番号は118。
「ポムネゴル」とは周辺の地名である「凡川洞」(ポムチョンドン、범천동)の固有語名称である。なお、駅名標の中国語表記は「凡内谷」（「内」は朝鮮語読みによる当て字、「谷」は同音異義語）としている。また、日本語での実際の読み方は「ポムネッコル」に近い。

## 駅構造
島式ホーム1面2線の地下駅。スクリーンタイプのホームドアが設置されている。出入口は8箇所に設けられている。

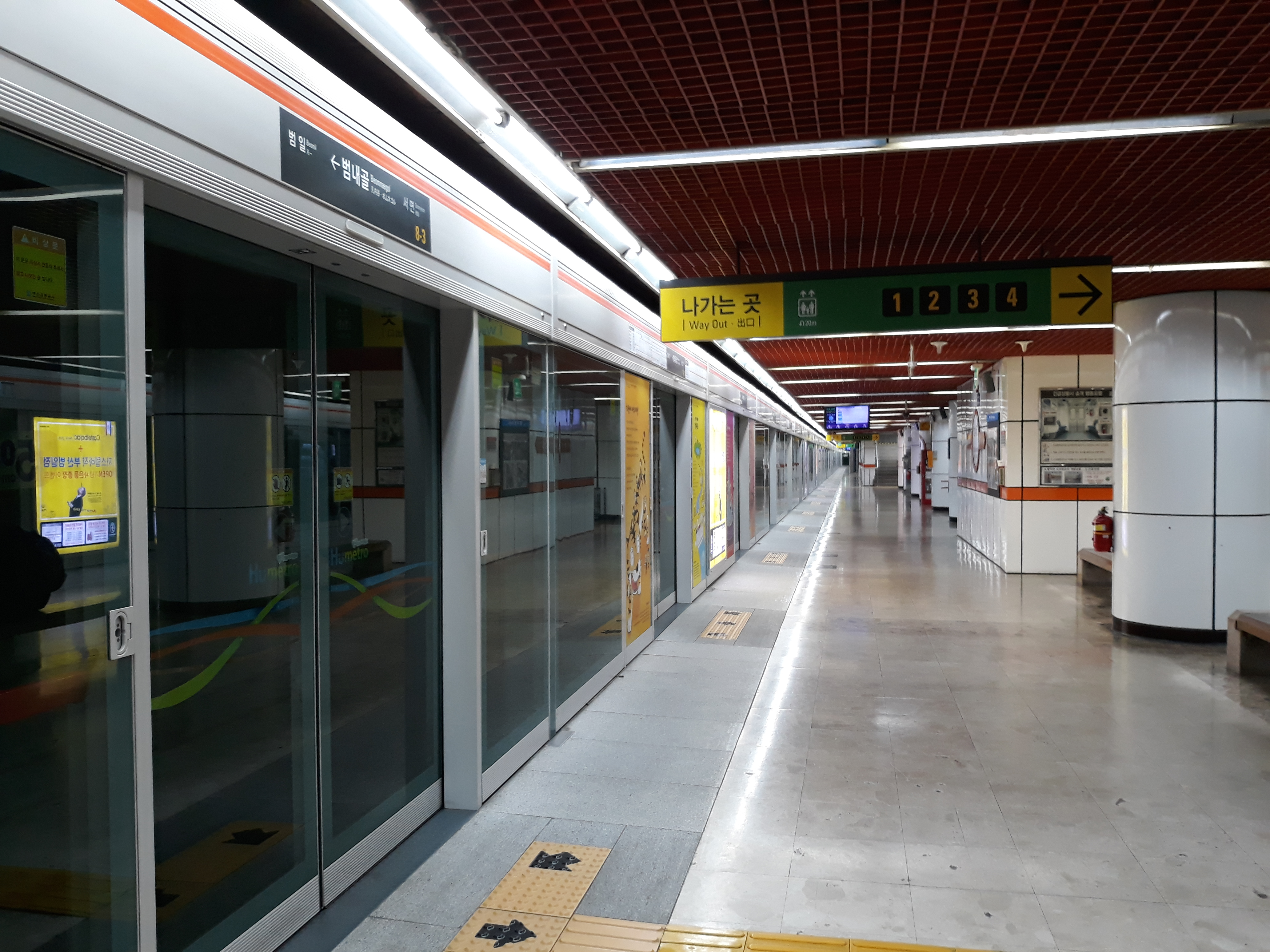
上りホーム（2015年5月）
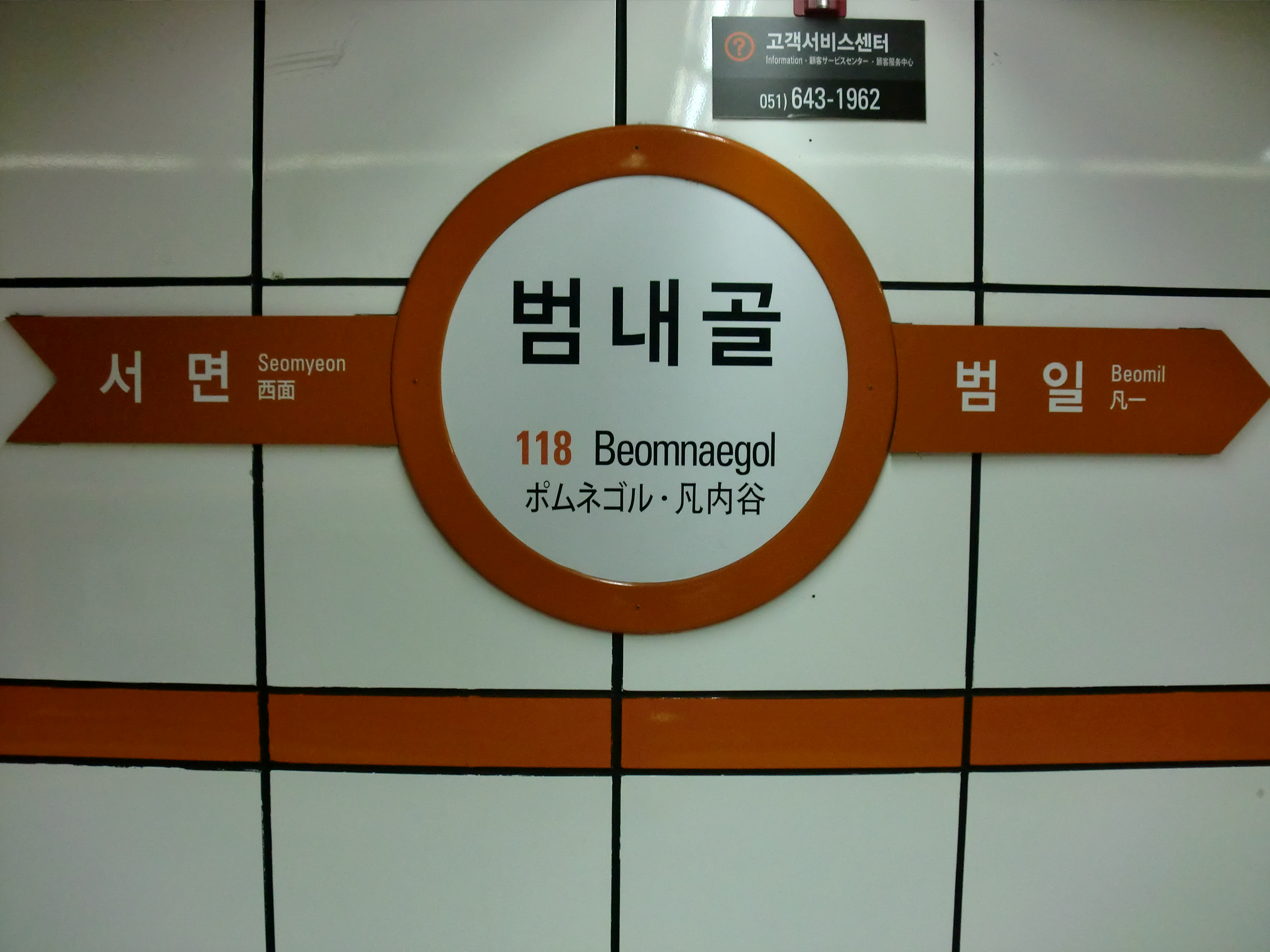
駅名標

### のりば
| 上り | 1号線 | 多大浦海水浴場方面 |
| 下り | 1号線 | 老圃方面           |

## 歴史
- 1985年7月19日 - 1号線開業時に起点駅として開業。
- 1987年5月15日 - 1号線中央洞（現・中央）- 当駅間開通により、途中駅となる。

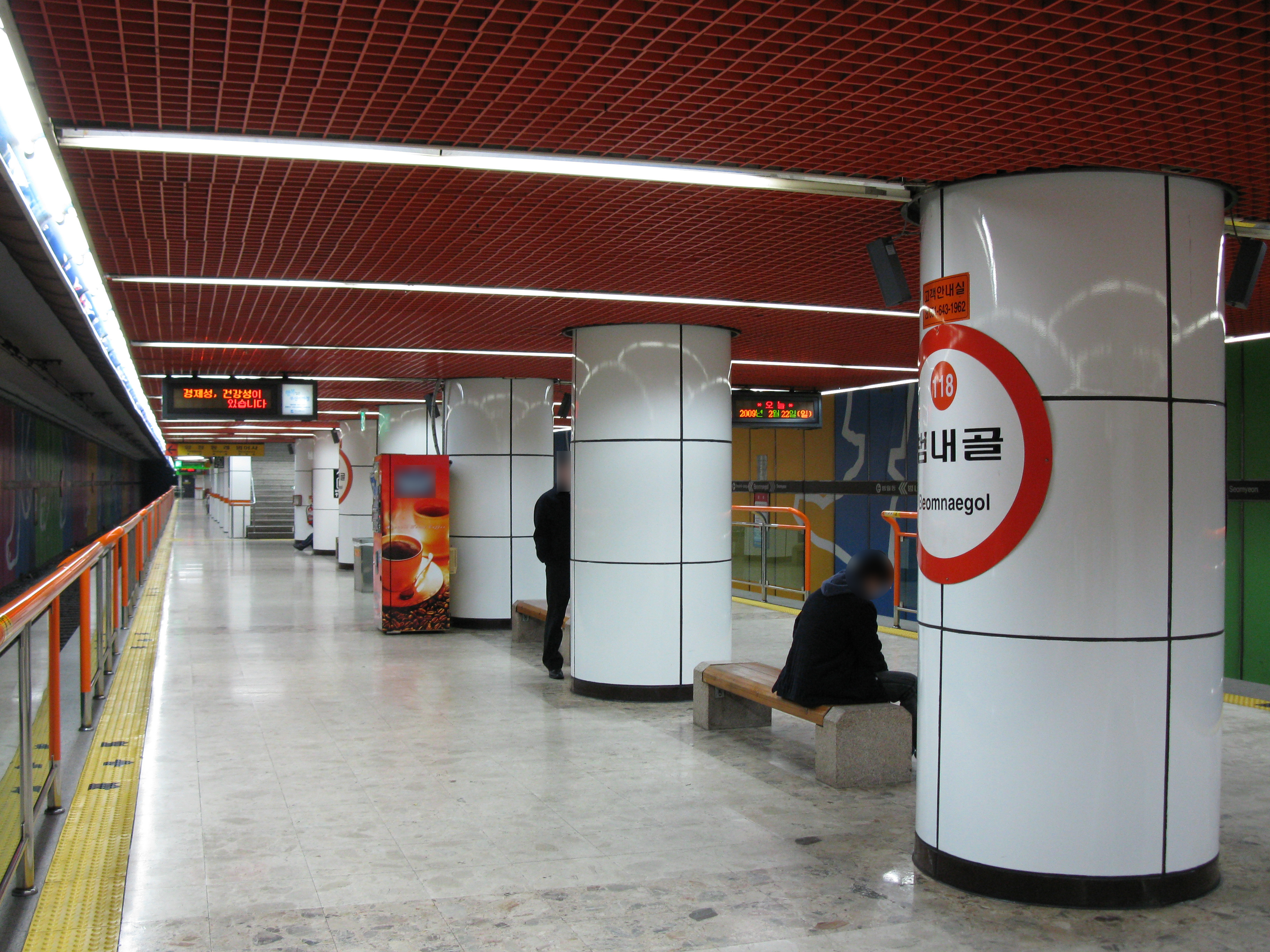
ホームドア設置前（2009年2月）
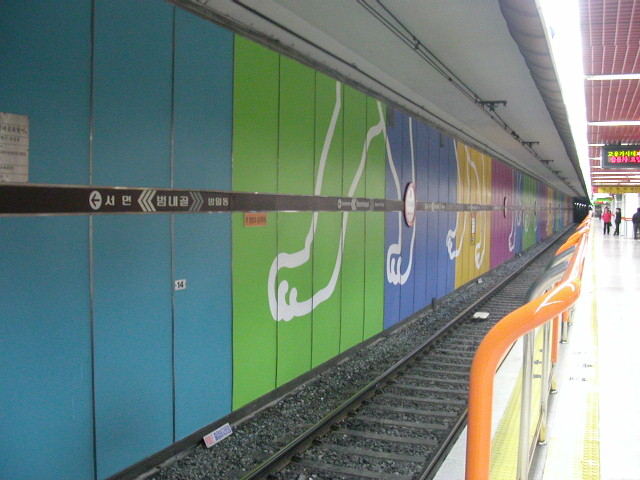
東西大学校の生徒によって描かれた壁画（2008年2月）

## 駅周辺
- 釜山交通公社本社
- 韓国鉄道公社東海線凡一駅 - 乗換駅ではない。
- 凡川2洞行政福祉センター
- 釜田2洞行政福祉センター
- 釜山鎮区保健所
- 釜山鎮初等学校
- 城西初等学校
- 仙岩初等学校
- 大韓商工会議所釜山地域人材開発院
- 韓国障碍者雇用公団釜山職業能力開発研究所
- 釜山銀行ポムネゴル支店
- 大邱銀行釜山営業部

## 隣の駅
釜山交通公社
 1号線
凡一駅 (117) - ポムネゴル駅 (118) - 西面駅 (119)